# Looking for Sally
Looking for Sally è una comica muta del 1925 diretta da Leo McCarey con protagonista Charley Chase.
Il film fu pubblicato il 10 maggio 1925.

## Trama
Jimmy Jump sta tornando dall'Europa negli USA. I suoi genitori e una vecchia ragazza, Sally, che non ha visto in questi anni, lo stanno aspettando al molo. Per sfortunate coincidenze si sono sbagliati sull'identità l'uno dell'altro e incontrano sconosciuti davanti a loro. Jimmy decide che deve trovare quella ragazza. Finalmente, dopo avere infastidito un poliziotto, e una grande frazione della popolazione femminile, trova la lavoratrice. Per ottenere la sua attenzione, si traveste in stracci per incontrarla. Ma il suo modo di introduzione causa molta confusione.